# Gare de Maurois
Gare de Maurois vasútállomás Franciaországban, Honnechy településen.

## Vasútvonalak
Az állomást az alábbi vasútvonalak érintik:
- Busigny-Somain-vasútvonal

## Kapcsolódó állomások
A vasútállomáshoz az alábbi állomások vannak a legközelebb:
- Gare de Busigny
- Gare de Bertry